# Malta nos Jogos Olímpicos de Verão de 2020
Malta está prevista de participar nos Jogos Olímpicos de Verão de 2020 em Tóquio de 24 de julho a 9 de Agosto de 2021. O responsável pela equipa olímpica é o Comitê Olímpico de Malta, bem como as federações desportivas nacionais da cada desporto com participação. Esta será a décima sétima participação nos Olímpicos de Verão, cuja estreia foi em 1928.

## Por modalidade esportiva
Um total de seis atletas em cinco esportes vão representar Malta nas Olimpíadas de Tóquio:
| Esporte        | Masculino | Feminino | Total |
| -------------- | --------- | -------- | ----- |
| Atletismo      | 0         | 1        | 1     |
| Badminton      | 1         | 0        | 1     |
| Halterofilismo | 0         | 1        | 1     |
| Natação        | 1         | 1        | 2     |
| Tiro           | 0         | 1        | 1     |
| Total          | 2         | 4        | 6     |

## Atletismo
Malta recebeu um convite universal da World Athletics para enviar um atleta masculino e uma atleta feminina às Olimpíadas de Tóquio.
- Nota: Classificações dos eventos de pista são apenas dentro da eliminatória do atleta
- Q: Qualificação para a ronda seguinte
- q: Qualificação para a ronda seguinte por ser o perdedor mais rápido ou, nos eventos de campo, pela melhor posição sem obter o objetivo de qualificação
- NR: Recorde nacional
- N/A = Ronda não aplicável para o evento em questão
- Bye = Atleta não teve de competir na ronda em questão

Pista e estrada
| Atleta         | Evento         | Eliminatória | Eliminatória  | Semifinal | Semifinal     | Final     | Final         |
| Atleta         | Evento         | Resultado    | Classificação | Resultado | Classificação | Resultado | Classificação |
| -------------- | -------------- | ------------ | ------------- | --------- | ------------- | --------- | ------------- |
| Carla Scicluna | 100 m feminino |              |               |           |               |           |               |

## Badminton
Malta conseguiu pela primeira vez uma vaga no torneio olímpico de badminton, com Matthew Abela a aceitar o convite da comissão tripartida e da Federação Mundial de Badminton para competir no evento simples masculino.
| Atleta        | Evento            | Fase de grupos       | Fase de grupos       | Fase de grupos | Eliminatória         | Quartas-de-final     | Semifinal            | Final / BM           | Final / BM    |
| Atleta        | Evento            | Adversário Resultado | Adversário Resultado | Classificação  | Adversário Resultado | Adversário Resultado | Adversário Resultado | Adversário Resultado | Classificação |
| ------------- | ----------------- | -------------------- | -------------------- | -------------- | -------------------- | -------------------- | -------------------- | -------------------- | ------------- |
| Matthew Abela | Simples masculino | CHN Shi ( , )        | SUR Opti ( , )       |                |                      |                      |                      |                      |               |

## Halterofilismo
Malta recebeu uma vaga pelo convite tripartido da Federação Internacional de Halterofilismo.
| Atleta                | Evento             | Arranque  | Arranque      | Arremesso | Arremesso | Total | Classificação |
| Atleta                | Evento             | Resultado | Classificação | Resultado | Rank      | Total | Classificação |
| --------------------- | ------------------ | --------- | ------------- | --------- | --------- | ----- | ------------- |
| Yasmin Zammit Stevens | Até 64 kg feminino |           |               |           |           |       |               |

## Natação
Malta conseguiu inscrever dois atletas para a natação depois de candidaturas bem-sucedidas aos lugares da universalidade, após atletas femininas cumprirem os mínimos Olímpicos nos eventos respetivos.
| Athlete         | Event                 | Eliminatória | Eliminatória  | Semifinal | Semifinal     | Final | Final         |
| Athlete         | Event                 | Tempo        | Classificação | Tempo     | Classificação | Tempo | Classificação |
| --------------- | --------------------- | ------------ | ------------- | --------- | ------------- | ----- | ------------- |
| Andrew Chetcuti | 100 m livre masculino |              |               |           |               |       |               |
| Sasha Gatt      | 400 m livre feminino  |              |               |           |               |       |               |
| Sasha Gatt      | 800 m livre feminino  |              |               |           |               |       |               |

## Tiro
Malta recebeu um convite da comissão tripartida para participar com uma atiradora feminina nos Jogos Olímpicos de 2020, sendo a pontuação mínima de qualificação cumprida.
| Athlete         | Event                 | Qualification | Qualification | Final  | Final |
| Athlete         | Event                 | Points        | Rank          | Points | Rank  |
| --------------- | --------------------- | ------------- | ------------- | ------ | ----- |
| Eleanor Bezzina | Pistola 25 m feminino |               |               |        |       |